# Arthur Drewry
Arthur Drewry, né le 3 mars 1891 et mort le 25 mars 1961, était un dirigeant britannique de football.
Il fut président de la Fédération d'Angleterre de football de 1955 à 1961 et président de la FIFA de 1956 à 1961.